# The Monster (Walygator Grand Est)
Ne doit pas être confondu avec The Monster (Adventureland) ou Le Monstre (La Ronde).
Pour les articles homonymes, voir Monster.
The Monster sont des montagnes russes inversées situées à Walygator Grand Est, à Maizières-lès-Metz, en Lorraine. Il s'agit de la première attraction du constructeur suisse Bolliger & Mabillard présente sur le sol français. Il est également le plus long Inverted Coaster d'Europe, à égalité avec Katun à Mirabilandia.
L'attraction ouvre le 9 juillet 2010 après plusieurs reports successifs. The Monster est régulièrement cité comme l'un des meilleurs roller-coaster de France et d'Europe.

## Historique

### Orochi à Expoland au Japon
Ce parcours de montages russes fonctionne de 1996 au 9 décembre 2009 dans le parc d'attraction japonais Expoland, dans la préfecture d'Osaka sous le nom de Orochi. À la suite d'un accident sur un autre coaster du parc entraînant la fermeture de ce dernier le 7 décembre 2007, le coaster ne tournera plus sur le territoire Japonais. Le roller-coaster ne tourne pas durant deux saisons. Le parc ferme en 2009 à cause du nombre peu élevé de visiteurs.

### Mise en vente d'Orochi
L'attraction est mise en vente peu de temps après la fermeture du parc d'Expoland, ce qui attirera l'œil des deux frères Didier Le Douarin et Claude Le Douarin, alors propriétaires du parc d'attraction lorrain. Les deux frères s'envolent pour le Japon pour tester l'attraction et achètent cette dernière alors que les dirigeants du Parc Astérix, autre parc d'attraction français proche de Paris, étaient eux aussi sur le projet.

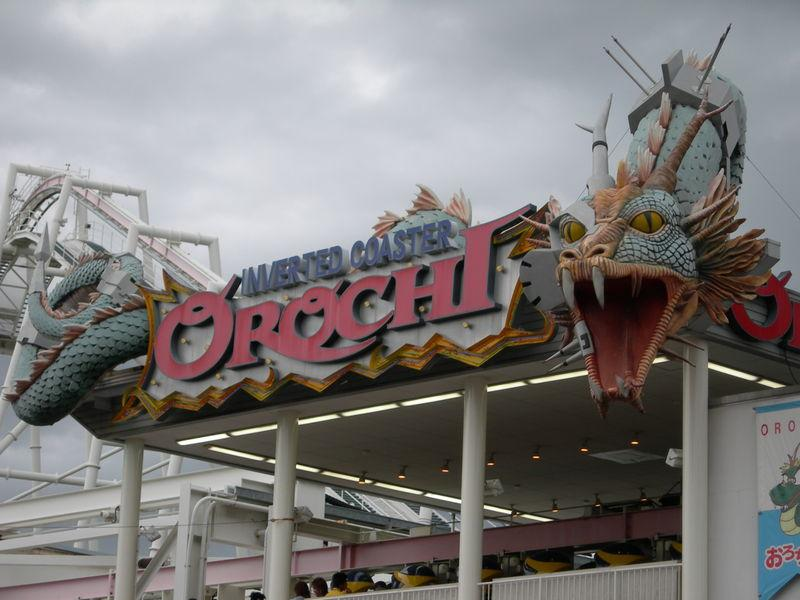
Enseigne d’Orochi.
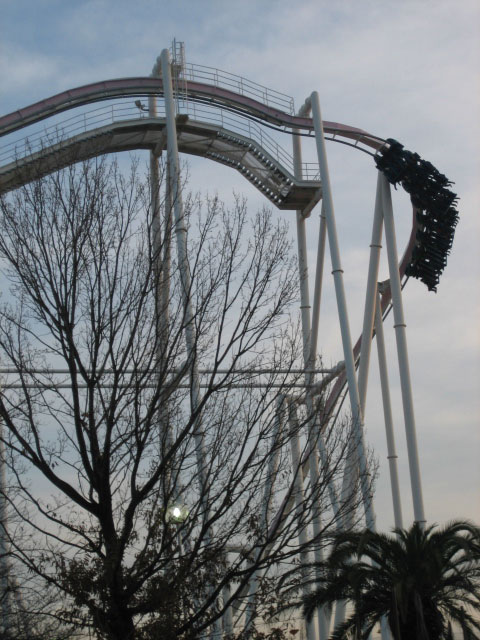
Orochi à Expoland.

### The Monster à Walygator Parc
Le 10 août 2009, les premiers éléments du roller-coaster arrivent par bateau et par train en Lorraine et sont rapidement stocké derrière l'Anaconda, autre montagne russe de Walygator Parc. Quelques semaines après, le parc annonce l'ouverture la saison prochaine du coaster sans aucune autre information. Didier Le Douarin confirme le nom "The Monster" en janvier 2010 et souhaite repeindre le coaster en noir et jaune.

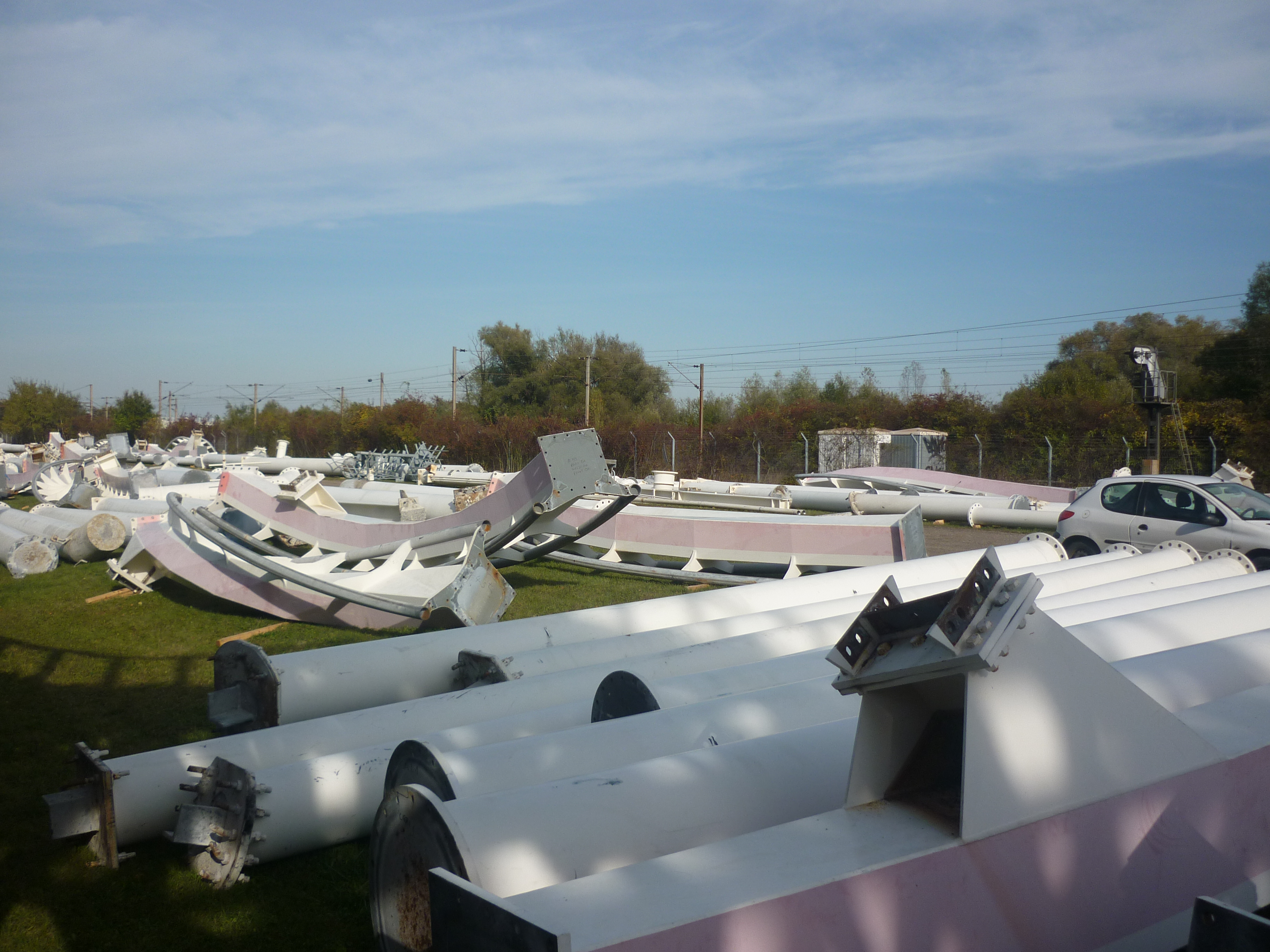
Les rails de The Monster stocké derrière l'Anaconda.

Les travaux débutent mi-janvier 2010 et s'achèvent le 26 mai 2010 après de nombreuses péripéties en raison de la météo et du climat lorrain ainsi que du terrain, ce dernier n'étant pas forcément bien stable pour la construction d'une telle montagne russe. La peinture "jaune et noir" promise est elle aussi retardée ; seuls les supports du lift du coaster sont jaune (d'un seul côté) et seule la station est entièrement repeinte en noir, sans son toit, cassé durant le voyage entre le Japon et la France.
Le 9 juillet 2010, l'attraction ouvre enfin au public après plusieurs mois de retards. Le parc Walygator souhaite attirer 550 000 visiteurs en 2010 avec l'ajout du coaster et devenir le troisième parc d'attraction français derrière le mastodonte Disneyland Paris et le Futuroscope.

Le logo de The Monster à son ouverture.

### Projet de thématisation
En raison du coût trop élevé de l'achat puis de la fabrication du coaster ainsi que des nombreuses dettes du parc, aucune thématisation n'a été réalisée sur The Monster, se retrouvant avec un mélange de ses couleurs d'origine avec du noir et jaune et sans aucun toit dans la station, laissant sa zone de maintenance sous le climat de la région, abîmant grandement la structure et les trains de l'attraction.
À la suite du rachat de Walygator Parc par Jacqueline Lejeune et de trois associés en 2013, un projet de thématisation sur le coaster voit le jour fin 2015 sur le thème des "pirates" prévu pour la saison 2016 par la société néerlandaise Joravision. La station ainsi que la file d'attente seront totalement thématisées et le coaster sera repeint couleur "sable". Finalement, le projet ne verra jamais le jour.
En mars 2025, Sylvain Châtain, alors directeur du parc, annonce sur les réseaux sociaux la thématisation du coaster sur une durée de deux ans avec la société AAB.

## Le circuit
Une fois les protections vérifiées, le train quitte la gare par un petit virage vers la gauche, puis s'engage dans une montée de 40 mètres de hauteur. Il entame ensuite la « first drop » (première pente donnant toute la vitesse au train) en effectuant un virage de 90° vers la gauche. Le train pénètre successivement dans un looping vertical, un zero-G roll, un cobra roll vers la droite et une spirale ascendante à 270° vers la gauche, puis vient une portion en ligne droite. Après une descente en virage de 270° vers la droite, le train s'engage dans deux tire-bouchons ainsi qu'une spirale. Le train arrive après un dernier virage sur les freins de fin de parcours et regagne doucement la gare. Le circuit est identique à celui du Raptor ouvert en 1994 à Cedar Point aux États-Unis.

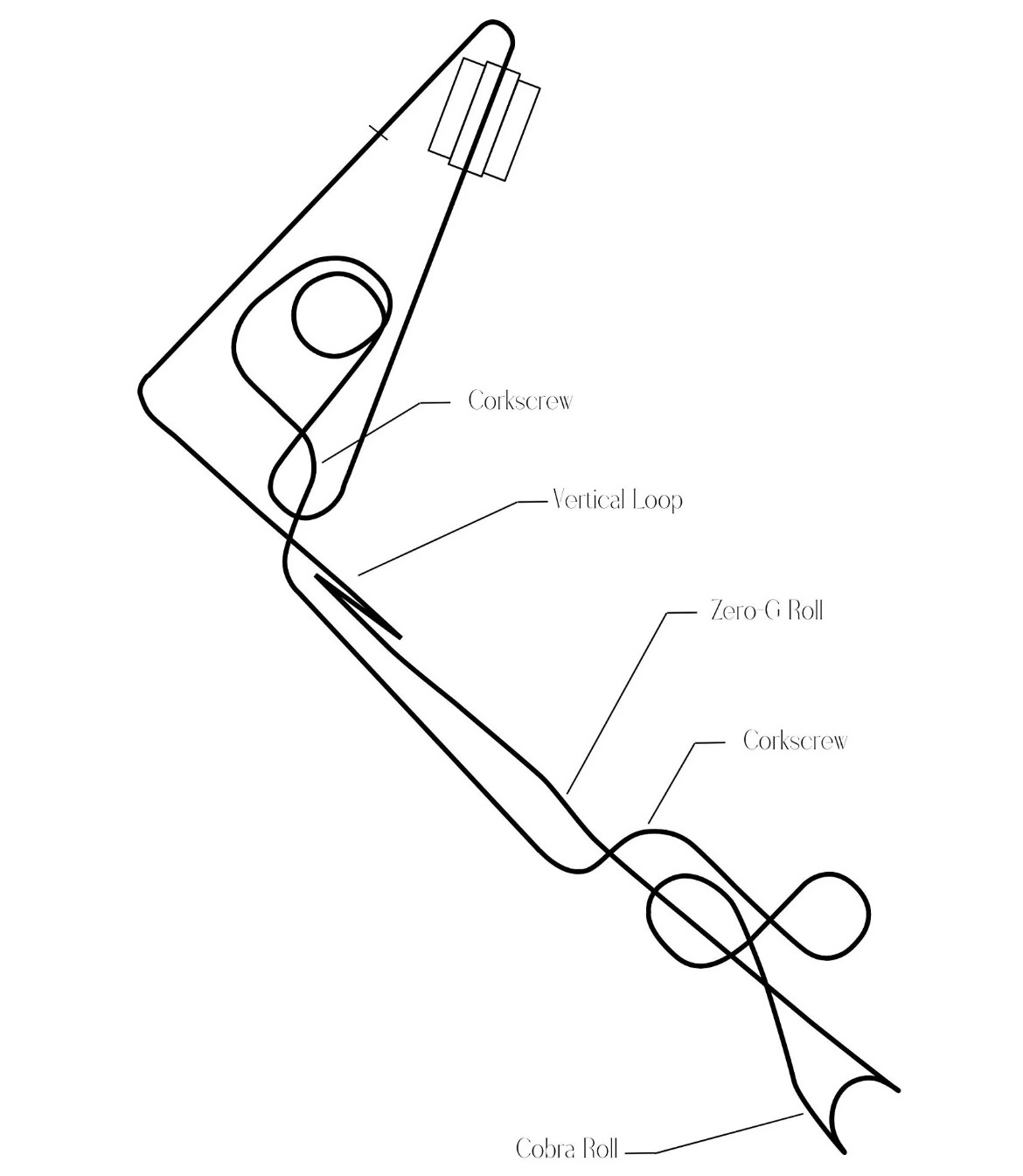
Parcours de The Monster

## Statistiques et records

### Statistiques
- Longueur : 1 200 mètres
- Hauteur : 41,8 mètres
- Inversions : 6 (loopings, zero-G roll, cobra roll, deux tire-bouchons et spirale)
- Vitesse : 92 km/h
- Durée : 2 min 28 s
- Trains : 2 trains, 8 wagons de 4 passagers. Équipés de harnais
- Capacité théorique : 1200 personnes par heure (théorique), 600 personnes par heure (actuelle)
- Budget : 5 000 000 euros

### Records
- The Monster est encore aujourd'hui le plus long Inverted Coaster d'Europe à égalité avec Katun, un autre roller-coaster du constructeur suisse Bolliger & Mabillard situé dans le parc d'attraction italien, Mirabilandia. Il est le plus long roller-coaster sur le sol français depuis son ouverture en 2010[12].
- The Monster fût le roller-coaster le plus haut de France avec OzIris du Parc Astérix et Triops du parc Bagatelle de 2010 jusqu'à l'ouverture en 2023 de Toutatis au Parc Astérix[13].
- The Monster est le premier roller-coaster de Bolliger & Mabillard sur le territoire français et par la même occasion le premier Inverted Coaster Bolliger & Mabillard de France, deux ans avant l'ouverture d'OzIris au Parc Astérix[14].

## Retard de l'ouverture

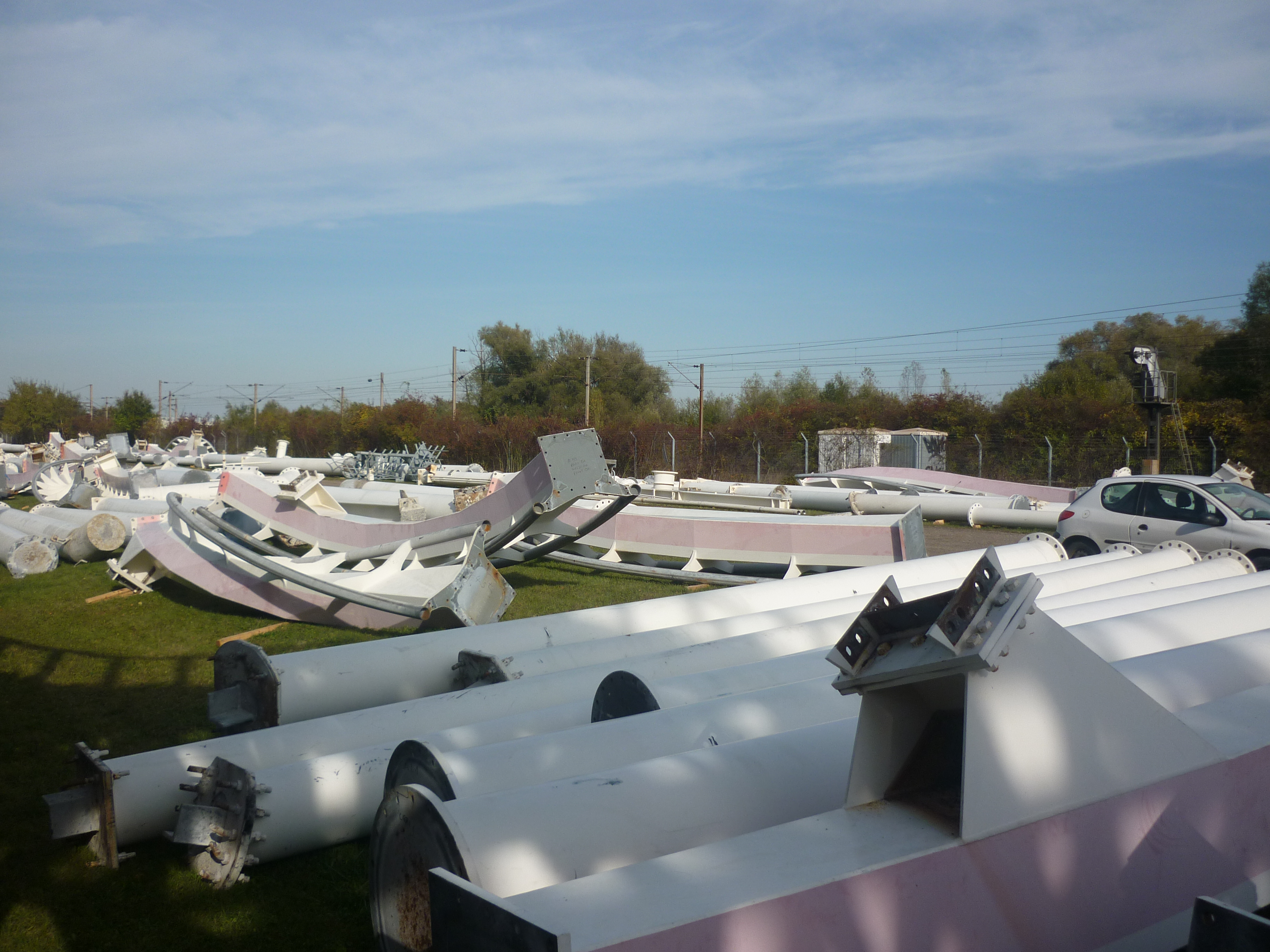
Les rails de The Monster à Walygator.

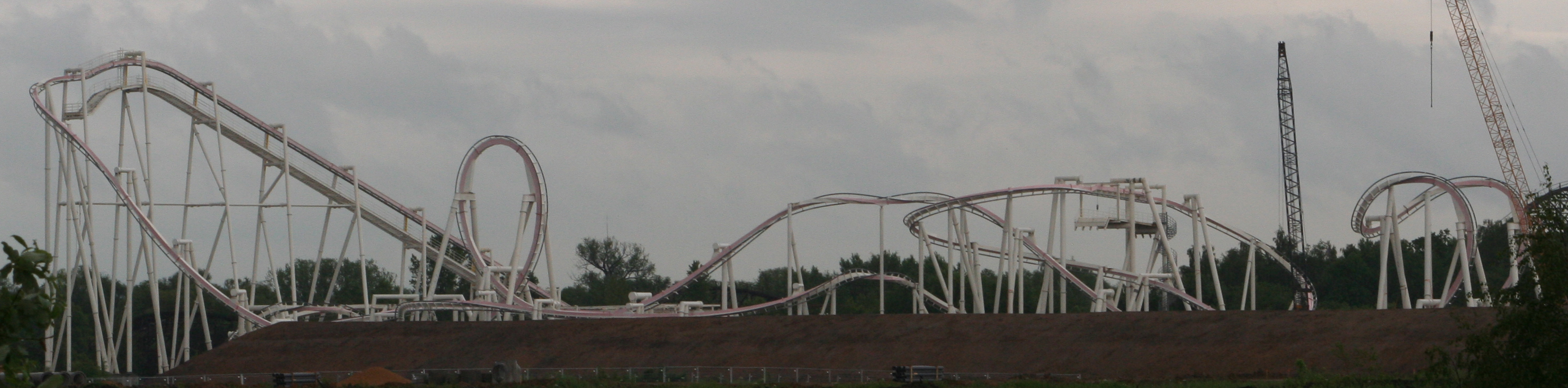
The Monster à la fin de la construction.

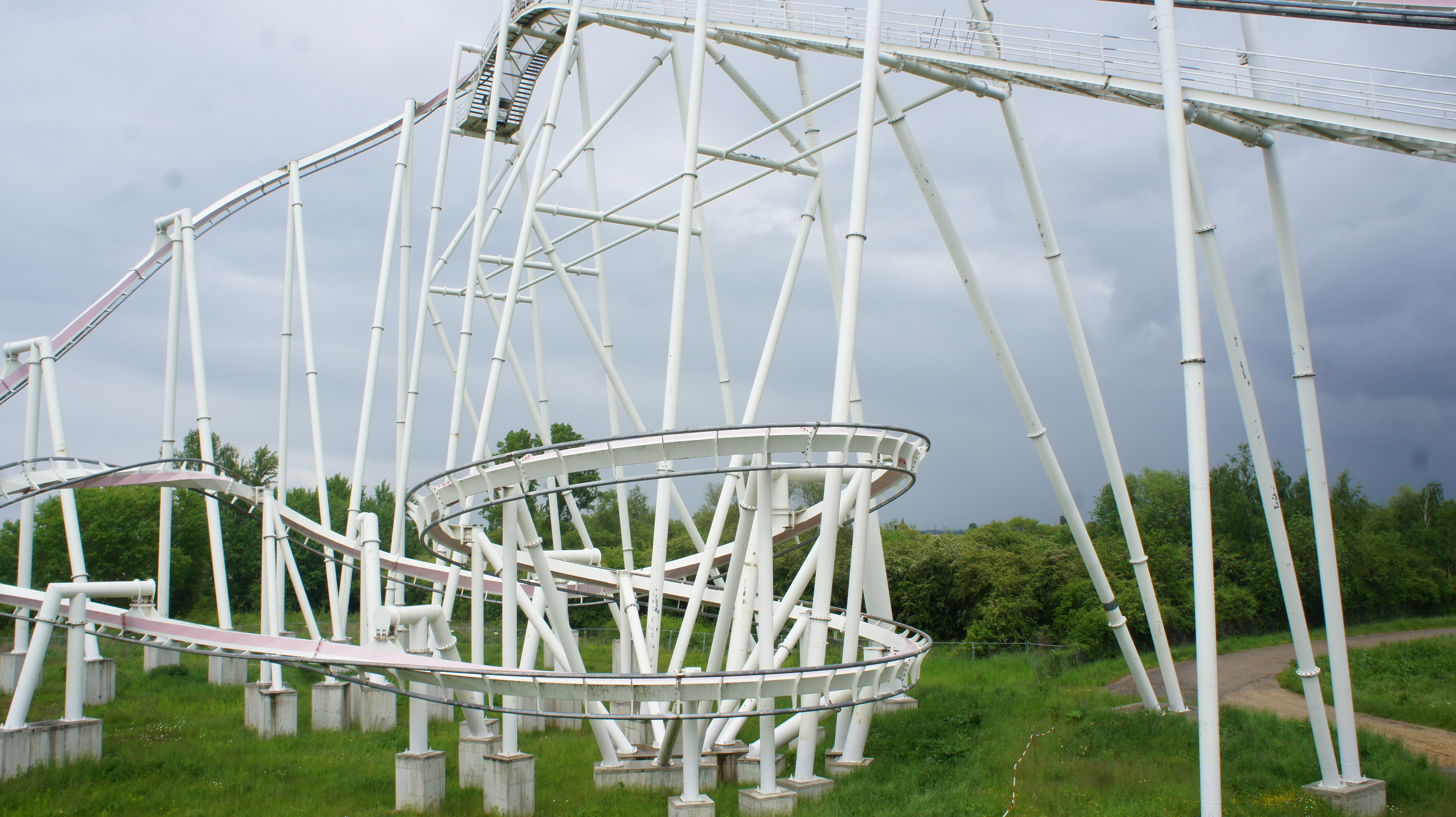
Vue détaillé du Monster.

La construction débute en janvier-février 2010. Les travaux prennent du retard et l'inauguration, initialement prévue pour le 10 avril, est reportée. Un second report de l'inauguration a lieu mi-juin car la TÜV n'a pas encore donné son feu vert, puis le parc ne donne plus de date. Enfin, le circuit de montagnes russes ouvre le vendredi 9 juillet 2010 sans la peinture (noir et jaune) promise par la direction du parc Walygator quelques mois auparavant. De plus, l'ouverture de The Monster se réalise dans des conditions plus que chaotiques avec des barrières de chantier en guise de fil d'attente pour les visiteurs et d'un temps d'attente relativement long en raison du débit du coaster ne tournant seulement qu'avec un seul train sur son parcours.

## Anecdote
The Monster est de conception "antisismique", conséquence du lieu de sa première implantation, à Expoland, au Japon. Contrairement à homologue américain, Raptor à Cedar Point, The Monster possède par exemple un support supplémentaire au niveau du looping.
The Monster possède un parcours identique à Raptor situé aux États-Unis dans le parc d'attraction Cedar Point. Raptor a ouvert ses portes en 1994 tandis que The Monster (Orochi à l'époque, à Expoland) a ouvert en 1996, soit deux ans plus tard. Le modèle de l'Inverted Coaster de l'entreprise suisse Bolliger & Mabillard se nomme "Raptor".

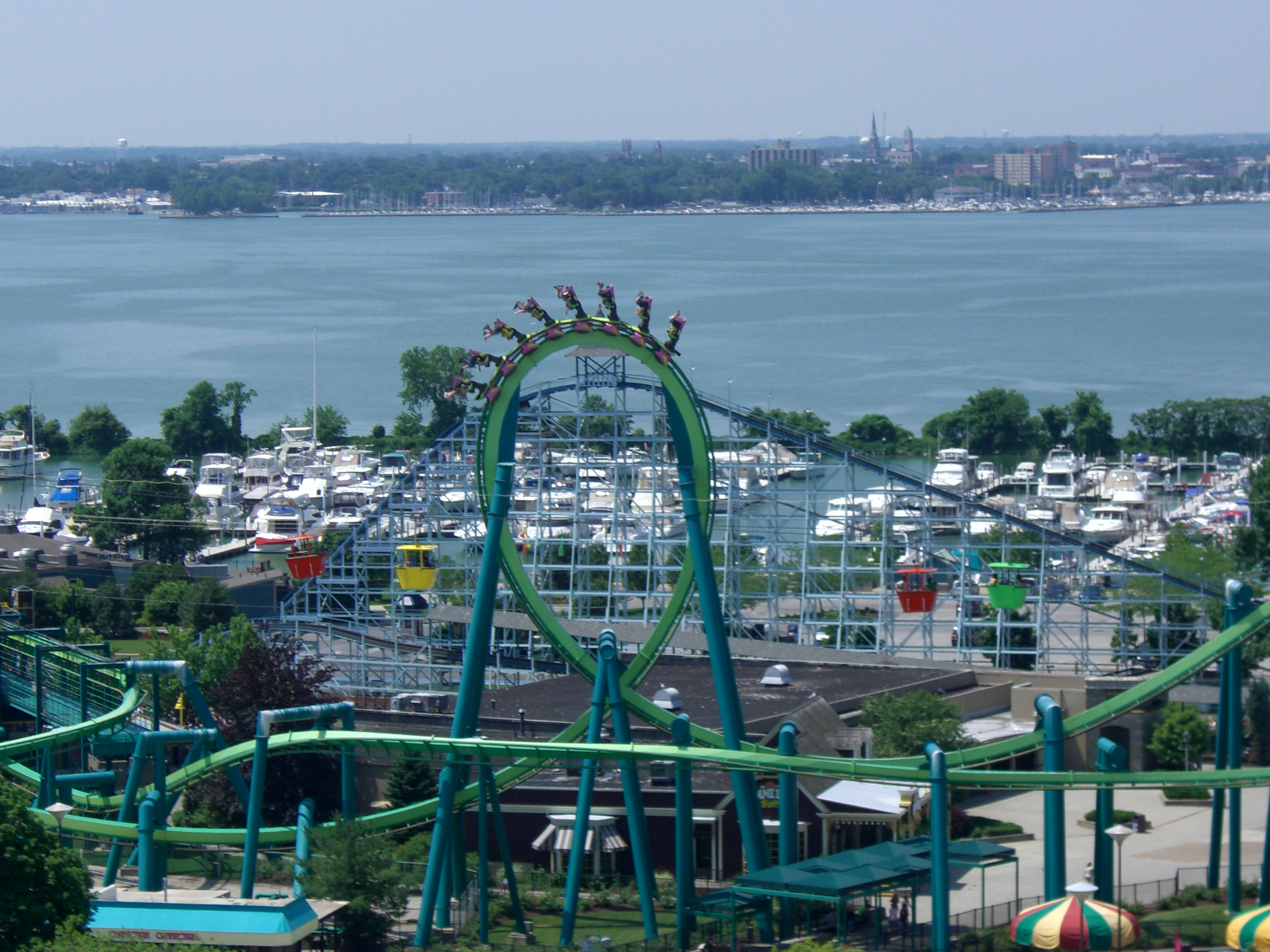
Raptor, le "jumeau" de The Monster de Walygator.

Trois positionnements différents ont été envisagés pour l'attraction lors de l'achat par les frères Le Douarin en 2009.

## Incidents

### Rollback
Le 16 avril 2023 aux alentours de onze heures du matin, The Monster effectue des tours "à vide" réguliers pour permettre l'ouverture de l'attraction aux visiteurs du parc. Lors d'un tour, le roller-coaster manque de vitesse entre la sortie du cobra-roll et la zone de freins de mi-parcours et effectue un "rollback". Le train reste bloqué entre ces deux zones durant la journée, avant que le parc ne fasse appel à une grue pour pouvoir remonter le train en haut des freins de mi-parcours et de relancer manuellement ce dernier afin qu'il atteigne la station de départ. The Monster restera fermé quelques semaines avant de comprendre et de régler le problème.
Le 15 octobre 2023, The Monster effectue un second rollback exactement au même endroit que quelques mois auparavant lors d'un test à vide.

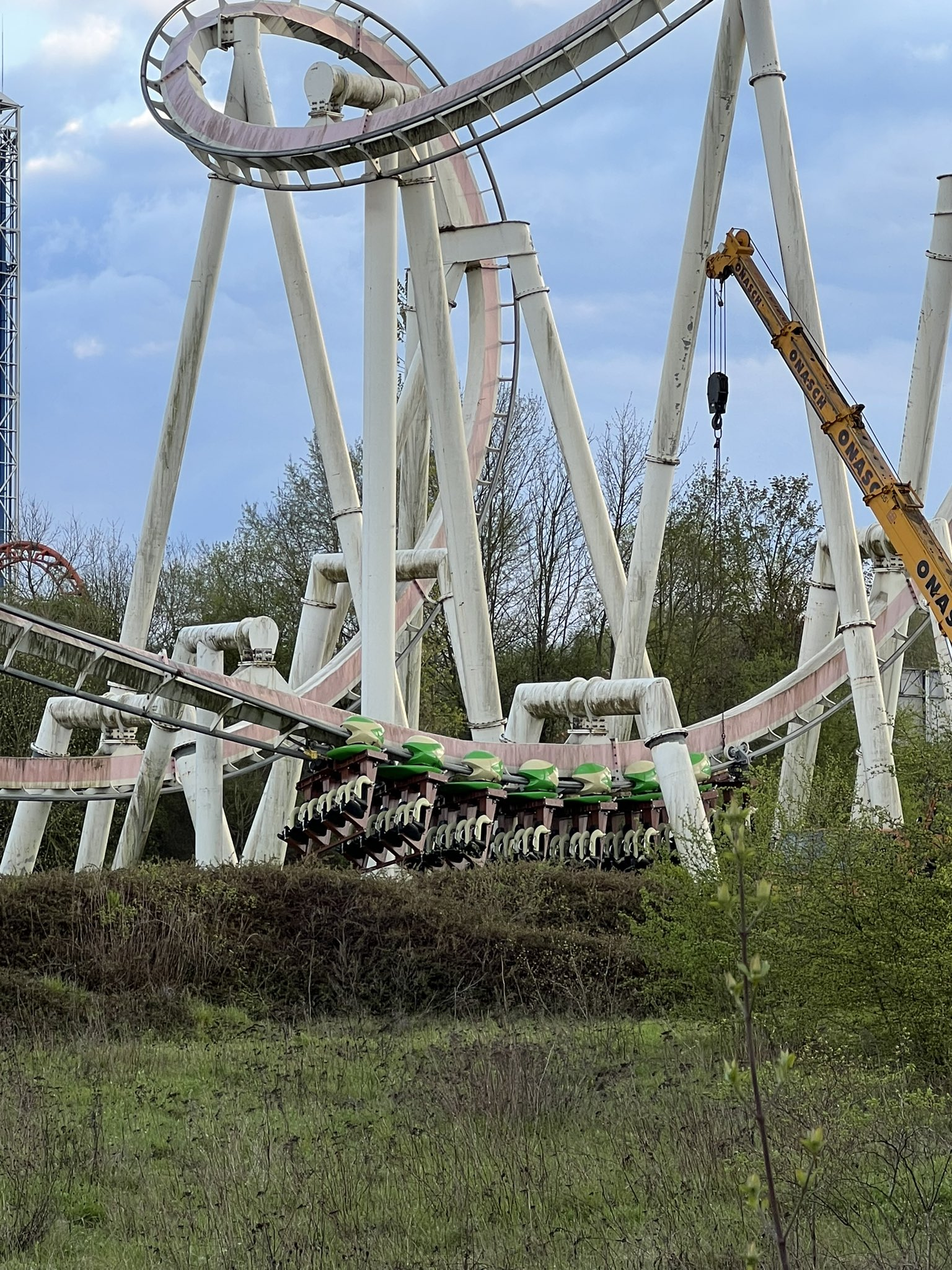
Le train de Monster bloqué à la suite d'un rollback en 2023

## Taille et vitesse
Le parc communique sur une vitesse de 110 km/h lors de l'ouverture du roller-coaster en 2010. Toutefois, cette donnée est incorrecte. En effet, les données constructeur Bolliger & Mabillard parlent d'une vitesse de 92 km/h,, et les données du roller-coaster lorsqu'il était localisé au Japon donnaient aussi cette vitesse de 92 km/h,. Cette différence entre la vitesse "commerciale" et la vitesse réelle est probablement due à la même exagération qu'il y a déjà pour Anaconda, un autre roller-coaster du parc Walygator.

## Classement
En 2013, The Monster se classe en trente neuvième position du classement mondial "Best Roller Coaster Poll". Il obtient la meilleure place pour un parcours de montagnes russes en France. Le second français étant OzIris, du Parc Astérix, en 62e position. En 2020, The Monster se classe à la cinquante-septième place dans le classement mondial et reste le meilleur roller-coaster sur le sol français. En 2021, The Monster passe deuxième dans le classement mondial des montagnes russes derrière un autre coaster français (OzIris) pour la première fois depuis son ouverture. Il occupe la soixante-dixième place du classement. Lors de la saison 2023, The Monster occupe la quatre-vingt-dix-huitième place du classement mondial et se retrouve troisième meilleur roller-coaster de France derrière le nouveau roller-coaster du Parc Astérix, Toutatis (seizième) et d'OzIris (quatre-vingt-douzième). En 2024, The Monster descend à la cent-vingt-et-unième place du classement et devient alors le quatrième meilleur roller-coaster de France derrière Toutatis (quinzième), Mahuka (quatre-vingt-onzième) et OzIris (cent-dix-huitième).
| Position | 39  |
| Sur      | 364 |

| Position | 57  |
| Sur      | 500 |

| Position | 70  |
| Sur      | 500 |

| Position | 87  |
| Sur      | 500 |

| Position | 98  |
| Sur      | 500 |

| Position | 121 |
| Sur      | 500 |